# Шамик Мур
Шамик Алти Мур е американски актьор, певец и рапър, който е известен с озвучаването на Майлс Моралес / Спайдър-Мен в анимационния филм „Спайдър-Мен: В Спайди-вселената“ и предстоящите му продължения.

## Биография
Шамик Мур е роден на 4 май 1995 г. в Атланта, Джорджия. Завършва гимназията „Друид Хилс“. Семейството му произхожда от Ямайка.
Мур започва с малки роли като сериали, които включват Tyler Perry's House of Payne, Reed Between the Lines и „Радостен шум“. През 2013 г. прави първата си телевизионна главна роля в комедийния сериал Incredible Crew, който се излъчва по Cartoon Network, преди да е отменен за един сезон. След това печели признание с изпълнението си на Малкълм във филма „Опиат“ (2015), чиято премиера се състои в Сънданс. Indiewire включва Мур в „Топ 12 големи пробива на филмовия фестивал в Сънданс“ за изпълнението си към филма. Той е също един от петте главни актьори в сериала на „Нетфликс“ – The Get Down, който е излъчен премиерно през 2016 г. и е спрян през 2017 г. за един сезон.
През 2018 г. Мур става известен като гласа на Майлс Моралес/Спайдър-Мен в анимационния филм „Спайдър-Мен: В Спайди-вселената“ от „Сони Пикчърс Анимейшън“, който е пуснат по кината през декември, и ще повтори ролята си в продължението „Спайдър-Мен: През Спайди-вселената“ през 2023 г.
През 2019 г. играе Рейкуон на клана Раекуон в сериала „У-Танг: Американската сага“, който е достъпен в Хулу.

## Дискография

### Студийни албуми
| Заглавие | Детайли за албума                                                                          |
| -------- | ------------------------------------------------------------------------------------------ |
| 30058    | - Пуснат: 15 юли 2015 г. - Лейбъл: We Music Group - Формат: Дигитално изтегляне, стрийминг |

### Сингли
| Заглавие                                    | Година | Албум           |
| ------------------------------------------- | ------ | --------------- |
| "Cautious"                                  | 2016   | Не-албум сингли |
| "Jiggle It"                                 | 2016   | Не-албум сингли |
| "Break the Locks" (с The Get Down Brothers) | 2017   | Не-албум сингли |
| "Ride the Beat"                             | 2017   | Не-албум сингли |
| "Bounce"                                    | 2018   | Не-албум сингли |
| "Mhmm"                                      | 2020   | Не-албум сингли |

## Частична филмография

### Филми
| Години | Заглавие                            | Роля                        | Бележки                                                          |
| ------ | ----------------------------------- | --------------------------- | ---------------------------------------------------------------- |
| 2015   | Опиат                               | Малкълм Адеканби            | номинация за наградата „Изборът на критиците“ за млад изпълнител |
| 2018   | The Pretenders                      | Фил                         |                                                                  |
| 2018   | Спайдър-Мен: В Спайди-вселената     | Майлс Моралес / Спайдър-Мен | Глас                                                             |
| 2019   | Нека вали                           | Стюарт                      |                                                                  |
| 2020   | Cut Throat City                     | Блинк                       |                                                                  |
| 2022   | Самарянин                           | Девин Холоуей               |                                                                  |
| 2023   | Спайдър-Мен: През Спайди-вселената  | Майлс Моралес / Спайдър-Мен | Глас                                                             |
| 2024   | Спайдър-Мен: Отвъд Спайди-вселената | Майлс Моралес / Спайдър-Мен | Глас; в производство                                             |

### Сериали
| Година        | Заглавие                   | Роля             | Бележки       |
| ------------- | -------------------------- | ---------------- | ------------- |
| 2011          | Reed Between the Lines     | Блейк            | 1 епизод      |
| 2013          | Incredible Crew            | Различни герои   | Главен състав |
| 2016–2017     | The Get Down               | Шаолин Фантастик | Главен състав |
| 2019–настояще | У-Танг: Американската сага | Ша/Раекуон       | Главен състав |